# Heodes cumanicus
Heodes cumanicus är en fjärilsart som beskrevs av Szabó 1956. Heodes cumanicus ingår i släktet Heodes och familjen juvelvingar. Inga underarter finns listade i Catalogue of Life.